# Stari Szompoły
Stari Szompoły (ukr. Старі Шомполи) – wieś na Ukrainie, w obwodzie odeskim, w rejonie odeskim, w hromadzie Dobrosław. W 2001 liczyła 736 mieszkańców, spośród których 648 wskazało jako ojczysty język ukraiński, 63 rosyjski, 14 mołdawski, 1 bułgarski, 2 białoruski, 6 gagauski, 1 polski, a 1 niemiecki.